# Limnophila electa
Limnophila electa là một loài ruồi trong họ Limoniidae. Chúng phân bố ở miền Australasia.